# Coronado (California)
Coronado è una città situata nella contea di San Diego, in California, negli Stati Uniti, dall'altra parte della baia di San Diego dal centro di San Diego. È stata fondata nel 1880 e incorporata nel 1890. La sua popolazione era di 20 192 abitanti al censimento del 2020.
Coronado è un tombolo collegato alla terraferma da un istmo chiamato Silver Strand. L'esploratore Sebastián Vizcaíno ha dato il nome a Coronado e ha disegnato la sua prima mappa nel 1602. Coronado è un termine spagnolo che significa "incoronato" e quindi è soprannominata The Crown City. Il suo nome deriva dalle isole Coronado, un arcipelago messicano al largo. Tre navi della Marina degli Stati Uniti hanno preso il nome dalla città, tra cui anche la USS Coronado.

## Geografia fisica
Secondo l'Ufficio del censimento degli Stati Uniti, ha una superficie totale di 32,66 mi² (84,59 km²).

## Società

### Evoluzione demografica
Secondo il censimento del 2020, la popolazione era di 20 192 abitanti.